# Melis iz Samosa
Melis iz Samosa (/ məˈlɪsəs /; grško: Μέλισσος ὁ Σάμιος), filozof, * 5. stol. pr. n. št., Grčija, Samos. Velja za enega zadnjih predstavnikov eleatske šole, katere druga dva člana sta bila Zenon in Parmenid. Melisov prispevek k filozofiji je bil traktat sistematičnih argumentov, ki podpirajo eleatsko filozofijo. Trdil je, da je bivajoče večno, neskončno, eno, enako, nespremenljivo, negibno in breztelesno.

## Življenje
Melis naj bi se rodil v začetku 5. stoletja pred našim štetjem, datum njegove smrti ni znan. O njegovem življenju vemo zelo malo razen, da je bil rojen in je deloval na Samosu. Bil je pomemben politik in izkušen pomorščak. V samoški vojni je bil poveljnik samoške flote, leta 441 pred našim štetjem je premagal Perikleja in atensko ladjevje. Napisal je filozofsko razpravo z naslovom O naravi ali o bivajočem, v kateri je sistematiziral eleatski nauk, ki ga je v pesniški obliki pred njim predstavil Parmenid, dialektično pa ga je branil Zenon.

## O naravi ali o bivajočem
Mnogo tega, kar je ostalo od Melisovega filozofskega traktata O naravi, je Simplikij ohranil v svojih komentarjih o Aristotelovi Fiziki in O nebesih. Do nas pa je prišlo več povzetkov njegove filozofije. Za razliko od Parmenida je torej Melis svoj traktat napisal v prozi, ne v poeziji. Tako kot Parmenid tudi on trdi, da je bivajoče večno, eno, enako, nespremenljivo, negibno in breztelesno. Melisova filozofija se od Parmenidove razlikuje v dveh pogledih: Parmenid meni, da je bivanje končno, saj spoštuje predpostavko, da je neskončno nepopolno, samo končno pa popolno, Melis pa trdi, da je neskončno.

## Filozofija[1]
Melis bivajoče pojmuje, kakor tudi Parmenid, nenastalo in neuničljivo. Vse, kar obstaja ima začetek, bivanje začetka nima. " Kar je bilo, je zmeraj bilo in zmeraj bo. Zakaj ko bi bilo nastalo, bi bilo moralo pred nastankom biti nič. Če pa je bilo nič, pa iz niča nikakor ne bi moglo postati nekaj. "
Razlika Parmenidovega in Melisovega razmišljanja se kaže pri ugotavljanju, ali je bivanje neskončno. " Ker potemtakem ni nastalo, zato je in je zmeraj bilo in zmeraj bo in nima začetka in tudi konca ne. Ko bi bilo namreč nastalo, bi imelo začetek in konec. Ker pa se ni niti začelo niti nehalo, je zmeraj bilo in zmeraj bo. Ne more namreč večno biti, kar ne biva celo. " Kakor je bivanje večno, tako mora zmeraj tudi po velikosti biti neskončno. Nič, kar ima začetek in konec, ni večno in neskončno. Bivanje nima začetka in konca, potemtakem je neskončno.
Bivanje ni le večno in neomejeno, ampak tudi eno. " Ko bi to bivajoče ne bilo eno, bi mejilo ob drugo. Če je bivanje neskončno, je eno. Zakaj ko bi jih bilo dvoje, bi ne mogli biti brezmejni, ampak bi eno drugemu delalo mejo. " Zato je bivanje večno in neskončno, eno in v celoti enovito, tako tudi kvalitativno enako. " Pa tudi praznega prostora ni. Zakaj praznina je nič, nič pa bivati ne more. Bivajoče se tudi ne giblje, saj se nima nikamor umakniti, ampak je polno. Ko bi bil prazen prostor, bi se moglo umakniti v to praznino, ker pa praznega prostora ni, se nima kam umakniti. Tudi gostega in redkega ni, kajti to redko nikakor ne more biti enako polno kakor to gosto. "
Bivanje je kvalitativno enako, potemtakem je tudi nespremenljivo, tudi bolečin in žalosti ne občuti. Pa tudi sprememba stanja je nemogoča. " Zakaj stanje, ki je bilo prej, ne preide, in tisto, ki ne biva, ne nastane. Ker pa bivanju nič ne priraste in se mu nič ne izgubi in ne predrugači, kako bi se moglo, postavljeno v drugo stanje, še prištevati k bivajočemu. Zakaj ko bi postalo v čem drugačno, bi bilo s tem že postavljeno v drugo stanje. Bivanje pa tudi bolečine ne občuti, saj bi ne bilo celo, ko bi jo občutilo. Bolečino bi občutilo, ko bi mu bilo nekaj odvzeto ali dodano, v tem primeru pa bi ne bilo več enovito. "
Zadnja lastnost bivanja je breztelesnost. " Če torej bivanje je, mora biti eno. Če pa je eno, mora biti brez telesa. Zakaj ko bi imelo gmoto, bi imelo dele in ne bi bilo več eno. Če je to bivanje razdeljeno, se tudi giblje. Če pa se giblje, ni več bivajoče. "

## Vpliv in reakcije
Melisova razprava je imela pomemben vpliv na filozofijo. Melisova različica eleatske filozofije je bila zaradi svoje jasne in jedrnate narave glavni vir za njegovo predstavitev v delih Platona in Aristotela. Kot je znano, je Aristotel eleatom sploh, Melisu pa še posebej očital, da so se zelo približali norosti: norosti mišljenja, ki razen samega sebe in lastnega zakona ne priznava ničesar in kategorično zavrača izkušnjo in njene danosti. Melis je v očeh sodobnih filozofov nekoliko bolj uspel. Velja za iznajdljivega filozofa in ima dobro kakovost, ker ponuja jasne in neposredne argumente. Čeprav sledi Parmenidu v njegovih splošnih stališčih in okvirju eleatizma, je prispeval k novosti za vsebino eleatske filozofije.